# گیلبرتو گالدینو دوس سانتوس
گیلبرتو گالدینو دوس سانتوس (به پرتغالی: Gilberto Galdino dos Santos) هافبک اهل برزیل است که در شهر Carpina و در تاریخ ۲۰ نوامبر ۱۹۷۶ به دنیا آمده‌است.
گیلبرتو گالدینو دوس سانتوس در تیم‌های فوتبال Grêmio Petribu سابقهٔ حضور دارد.